# Liocranum perarmatum
Espèce
Liocranum perarmatum est une espèce d'araignées aranéomorphes de la famille des Liocranidae.

## Distribution
Cette espèce se rencontre en Croatie et en Slovénie.

## Publication originale
- Chyzer & Kulczyński, 1897 : Araneae Hungariae. Tomus II. Academia Scientiarum Hungaricae, Budapest, p. 147-366.